# Brahma Kumaris

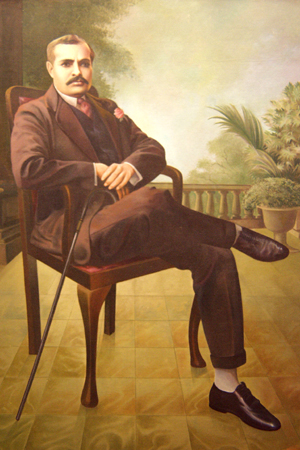

Le Brahma Kumaris (de son nom complet Prajapita Brahma Kumaris Ishwariya Vishwa Vidyalaya ou Brahma Kumaris World Spiritual University en anglais) est un mouvement spirituel d’origine indienne, présent dans la plupart des pays du monde.

## Création
Le mouvement a été fondé en 1936 à Karachi par Lekhraj Kripalani, aussi nommé « Dada Lekhraj » ou « Brahma Baba ». 
« Lorsqu’il désira se retirer de sa vie professionnelle en 1936 pour ainsi se consacrer à la vie spirituelle, il eut une expérience spirituelle extraordinaire. Il eut l’impression que son âme avait été en contact avec l'Âme suprême ou Dieu. » Dada Lekhraj, marchand de diamants, a alors de fréquentes visions, en particulier des visions de destruction du monde puis de l’émergence d’une nouvelle civilisation. Troublé par ces visions, il décide de vendre ses parts dans son entreprise à son associé et de se retirer. Il fonde alors le mouvement Brahma Kumaris qui déménage de Hyderabad à Karachi puis à Mont Abu.
Dès le début du mouvement, Dada Lekhraj encourage les femmes (et les hommes, même s'il y en a moins ) à développer leur vie spirituelle et à prendre des positions de leader au sein du mouvement, particulièrement via un groupe de neuf femmes qui dirige le mouvement. Parallèlement, il encourage la pureté (dans les pensées, les mots et les actions) et la chasteté.
À partir des années 1950, l'organisation ouvre des centres en Inde. Ses émissaires seront des femmes, qui conservent encore aujourd’hui la direction du mouvement.
Brahma Kumaris a le statut d'ONG et est à ce titre reconnue par l'ONU.

## Connaissance de l'histoire de l'humanité par Dieu Lui-même
Le mouvement des Brahma Kumaris comporte certaines similitudes avec l'Hindouisme, dont il diverge sensiblement sur certains points. Ou ce serait l'Hindouisme qui comporterait certaines similitudes avec le mouvement des Brahma Kumaris, car selon les BK, le temps n'est pas linéaire (un big bang suivi d'une évolution avec donc un début, un prolongement et une fin dans le futur), mais le temps est cyclique et l'histoire de l'humanité commence avec les enseignements de l'Âme suprême (Dieu) à l'heure actuelle, la connaissance enseignée actuellement par l'Âme suprême aux BK est l'origine du début de l'histoire de l'humanité, et non une suite d'une quelconque religion. L'Hindouisme serait alors une suite de cette connaissance originelle (car elle prend naissance plus loin dans le futur du cycle qui se répète tous les 5000 ans, mais (l'Hindouisme donc) remplie de lacunes et de concepts illogiques dérivés de la connaissance actuelle, ex : dans l'Hindouisme, ils brûlent chaque année un démon à 10 têtes, le considérant comme l'ennemi à éliminer, comme le diable (Ravan), alors que dans la connaissance des BK, le diable en lui-même n'existe pas, le véritable ennemi se trouve à l'intérieur de l'humain actuel avec ses 5 vices majeurs (l'ego ,l'attachement, l'avidité ,la colère et la luxure) et est seul responsable de l'état du monde actuel, dans l'Hindouisme, le fait que Ravan à 10 têtes et qu'il soit brûlé n'a pas de compréhension logique et simple comme le déclare l'Âme suprême actuellement, ils le brûlent sans savoir d'où vient réellement l'origine de cela, l'origine étant que selon les BK, les personnes qui ont reconnu Dieu(actuellement) et qui suivent ses instructions, font des efforts quotidiens pour enlever leur propre négativité (les 5 vices), et les 5 vices sont représentés dans l'Hindouisme (avec Ravan) comme étant les 5 vices de l'homme et de la femme (même si ce sont les mêmes). 
Le CESNUR (Centre pour l'étude des nouvelles religions) relève les points suivants : idée sur Dieu, sur l'être humain et le cycle. 
- L'essence humaine se trouve dans son âme éternelle vivant dans un corps physique et non le corps lui-même[1].
- Le temps est plus vaste que simplement linéaire. Il est cyclique et le monde physique suit des cycles. À la fin de chaque cycle, il se transforme avec la destruction des impuretés à l'intérieur de nous, pour céder la place à la pureté. Cette croyance se rapproche dans son essence à la croyance des hindous en la réincarnation et le temps cyclique.[réf. nécessaire]
- L’humanité est actuellement sur le point de vivre la fin de la phase en cours de guerres et de conflits (appelé « Kal Yug » en Inde) et qui va céder la place à l'âge d'or et de paix (appelé « Sat Yug » en Inde).
- Le groupe se réfère à son fondateur Lekhraj Kripalani comme « Brahma Baba » (terme indien qui signifie un maître spirituel ou un sage).

## Controverse
En France, ce mouvement a été considéré comme une secte dangereuse par la commission parlementaire de 1995.